# Parada de Arriba
Parada de Arriba es un municipio y localidad española de la provincia de Salamanca, en la comunidad autónoma de Castilla y León. Se integra dentro de la comarca del Campo de Salamanca (Campo Charro). Pertenece al partido judicial de Salamanca.
Su término municipal está formado por las localidades de Alberguería de Valmuza, Carrascal de Pericalvo y Parada de Arriba, ocupa una superficie total de 17,81 km² y según los datos demográficos recogidos por el INE en el año 2017, cuenta con una población de 250 habitantes.

## Etimología
En 1265 consta como Parada de Suso, es decir, de Arriba. Correlativo es el topónimo Parada de Abajo (en el siglo XIII Parada de Yuso), la actual Villaselva (Florida de Liébana). En el área portuguesa, los numerosos topónimos Parada o Paradela han sido interpretados como rellanos o descansos, generalmente situados al final de una cuesta ardua. Con un significado semejante se registran en ámbito catalán topónimos cuya base es el lat. PAUSA ‘parada, reposo’; análogamente, el topónimo menor Lo Reposador dels Bous ‘el descansadero de los bueyes’. Análogo sentido tiene el topónimo Pousafoles (posa-odres). En Galicia, son frecuentes los topónimos del tipo Alto do Posadouro, Chan do Posadouro: “más que a un parador o mesón, parecen referirse a una superficie llana o reposadero natural del terreno”.
Es abundante en la toponimia mayor (también en Salamanca, Parada de Rubiales) y menor. El Teso de la Parada, en Argujillo. El topónimo menor Las Parás de Calzada de Valdunciel alude probablemente al descansadero natural que proporcionaba este altozano a quienes regresaban de las aceñas o de Valcuevo, ya fatigados tras la larga subida.
Por muchos era conocido como "Parada de los lecheros" por la cantidad de ganaderos que vivían de la venta de la leche de sus vacas a Salamanca.

## Símbolos

### Escudo
El escudo heráldico que representa al municipio fue aprobado el 31 de mayo de 2016 con el siguiente blasón:

«Escudo español cuadrilongo redondeado en punta, partido y medio cortado. Primero de gules cruz procesional de plata. Segundo de plata encina arrancada de gules. Tercero de gules lechera de plata. Timbrado de la corona Real española»
Boletín Oficial de la Provincia de Salamanca nº 32 de 01 de diciembre de 2016

### Bandera
La bandera municipal fue aprobada también el 3 de mayo de 1993 con la siguiente descripción textual:

«Roja con una cruz blanca, con las franjas llegando hasta los extremos de la bandera, la franja vertical centrada y la franja horizontal a 1/5 del borde superior de la bandera, las franjas tienen un ancho de 1/5 del alto de la bandera, y cargada en la intersección de las franjas del escudo heráldico municipal.»
Boletín Oficial de la Provincia de Salamanca nº 232 de 01 de diciembre de 2016

## Historia

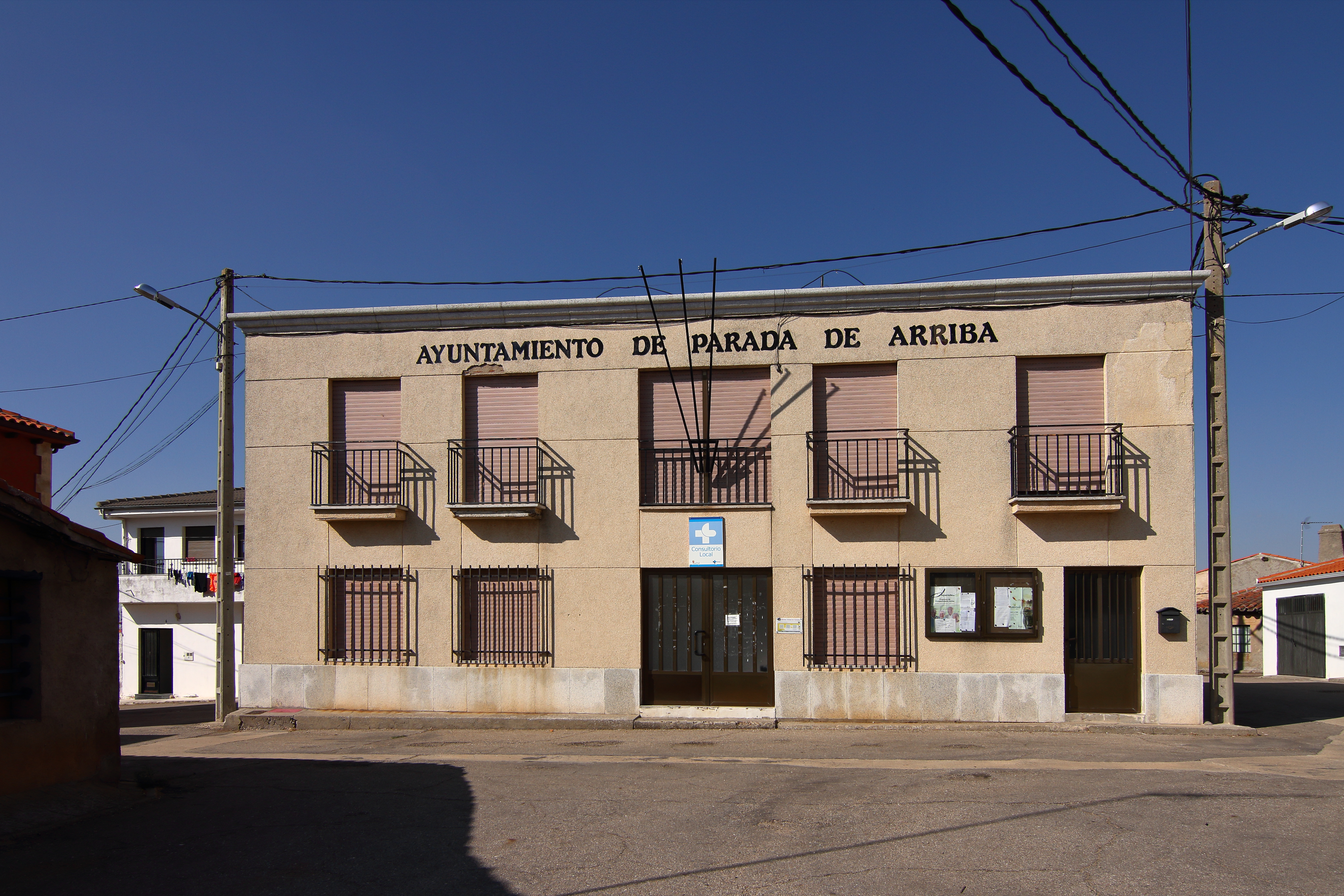
Casa consistorial.

Su fundación se remonta a la repoblación efectuada por los reyes de León en la Edad Media, quedando integrado en el cuarto de Baños de la jurisdicción de Salamanca, dentro del Reino de León, denominándose entonces Parada de Suso. Con la creación de las actuales provincias en 1833, Parada de Arriba quedó encuadrado en la provincia de Salamanca, dentro de la Región Leonesa.

## Geografía humana

### Demografía
Cuenta con una población de 272 habitantes (INE 2024).
| Gráfica de evolución demográfica de Parada de Arriba entre 1842 y 2021 |
| |
| Población de derecho según los censos de población del INE Población de hecho según los censos de población del INEEntre el censo de 1857 y el anterior, crece el término del municipio porque incorpora a 375010 (Carrascal de Pericalvo) |

### Núcleos de población
El municipio se divide en varios núcleos de población, que poseían la siguiente población en 2017 según el INE.
| Núcleo de población    | Población |
| ---------------------- | --------- |
| Parada de Arriba       | 240       |
| Carrascal de Pericalvo | 10        |
| Alberguería de Valmuza | 0         |

## Administración y política
| Partido político                         | 2019  | 2019  | 2019       | 2015  | 2015  | 2015       | 2011  | 2011  | 2011       | 2007  | 2007  | 2007       | 2003  | 2003  | 2003       |
| Partido político                         | %     | Votos | Concejales | %     | Votos | Concejales | %     | Votos | Concejales | %     | Votos | Concejales | %     | Votos | Concejales |
| Partido Socialista Obrero Español (PSOE) | 57,80 | 100   | 4          | 49,50 | 100   | 4          | 46,54 | 101   | 3          | 44,39 | 95    | 1          | 37,31 | 72    | 1          |
| Partido Popular (PP)                     | 40,46 | 70    | 1          | 48,02 | 97    | 3          | 53,00 | 115   | 4          | 51,40 | 110   | 4          | 59,07 | 114   | 4          |
| Izquierda Unida (IU-CyL)                 | —     | —     | —          | —     | —     | —          | 2,34  | 5     | 0          | —     | —     | —          | —     | —     | —          |
| Unión del Pueblo Salmantino (UPSa)       | —     | —     | —          | —     | —     | —          | —     | —     | —          | 0,93  | 2     | 0          | 1,55  | 3     | 0          |

## Personas destacadas
- Benito Martínez Gómez Gayoso (1700-1787), gramático.